# Peryklina Żar
Peryklina Żar – jednostka geologiczna w południowo-zachodniej Polsce.

## Położenie geologiczne
Od południowego zachodu graniczy z blokiem sudeckim (Sudetami), od wschodu z blokiem przedsudeckim, a od północnego wschodu i północy z monokliną przedsudecką, natomiast na zachodzie kontynuuje się na obszarze Niemiec.
Skały osadowe perykliny Żar zapadają wachlarzowato ku południowemu zachodowi, zachodowi, północnemu zachodowi i północy.

## Budowa geologiczna
Zbudowana jest ze skał permsko-mezozoicznych, leżących niezgodnie na sfałdowanym podłożu staropaleozoicznym.

## Nadkład
Utwory monokliny przykryte są niezgodnie zalegającymi osadami trzeciorzędu i czwartorzędu, które tworzą kolejne, młodsze piętro strukturalne.

## Położenie geograficzne
Geograficznie obejmuje zachodnie części Niziny Śląsko-Łużyckiej.